# Федерация американских учёных
Федерация американских учёных (Federation of American Scientists, FAS) — американская непартийная некоммерческая организация (501(c)(3)). Основана в 1945 году под названием Federation of Atomic Scientists учёными-участниками проекта Манхеттен, изначально занималась исследованиями в области контроля за ядерными вооружениями и ядерной энергетики. Первым ее председателем стал физик Уильям Хигинботам.
Спонсорами организации являются, в частности, 69 нобелевских лауреатов.
Занимается исследованиями в областях:
- ядерного разоружения и глобальной политики безопасности
- торговля обычными вооружениями
- распространение оружия массового уничтожения
- использование современных технологий в здравоохранении

На сайте организации представлено большое количество аналитических отчётов о вооружении многих стран и имеется справочник по различным видам оружия.
C 1 января 2010 года президентом Федерации американских Учёных стал Чарльз Д. Фергюсон (Charles D. Ferguson). Десятью годами ранее доктор Фергюсон работал в ФАС, занимаясь вопросами нераспространения ядерного оружия и контроля над вооружениями, в качестве старшего аналитика и директора ядерной политики проекта.

## Публикации
- FAS Public Interest Report (от 4 до 9 раз в год, начиная с 1946)
- Серия FAS Occasional Paper (с 2004, нерегулярно, 7 выпусков)
- Журнал Наука и всеобщая безопасность (издаётся совместно с ИКИ РАН)